# ClickOnce
ClickOnce é uma tecnologia da Microsoft que consiste em uma nova forma de distribuição de aplicações do .NET Framework. Trata-se de uma componente do .NET Framework 2.0 e seguintes, suporta desenvolvimento de aplicações realizadas com Windows Forms ou Windows Presentation Foundation. É similar do Java Web Start à Java Platform; ou do Zero Install ao Linux.